# Camponotus cingulatus
Camponotus cingulatus é uma espécie de inseto do gênero Camponotus, pertencente à família Formicidae.